# Giosuè Fiorentino
Giosuè Fiorentino (Palma di Montechiaro, 4 novembre 1898 – 4 ottobre 1977) è stato un politico italiano. Fu sottosegretario di Stato all'Aeronautica e alla Marina mercantile rispettivamente nei Governi De Gasperi II e De Gasperi III.

## Biografia
Sindaco della sua città natale, il 6 aprile 1924 subisce un attentato intimidatorio da parte di una squadra fascista. A seguito della sparatoria in cui Fiorentino rimane illeso muoiono due passanti. La procura locale arresta il politico per attività sovversiva.